# Andrew D. Weyman
Pour les articles homonymes, voir Weyman.
Andrew D. Weyman est un réalisateur et producteur américain.

## Filmographie

### Réalisateur
- 1951 : C'est déjà demain (Search for Tomorrow) (série télévisée)
- 1952 : Haine et Passion (The Guiding Light) (série télévisée)
- 1956 : The Edge of Night (série télévisée)
- 1956 : As the World Turns (série télévisée)
- 1980 : Texas (série télévisée)
- 1983 : Amoureusement vôtre (Loving) (série télévisée)
- 1984 : Santa Barbara (série télévisée)
- 1986 : Sois prof et tais-toi! (Head of the Class) (série télévisée)
- 1986 : Together We Stand (en) (série télévisée)
- 1986 : The Cavanaughs (série télévisée)
- 1987 : Everything's Relative (en) (série télévisée)
- 1990 : His and Hers (en) (série télévisée)
- 1990 : Carol & Company (série télévisée)
- 1990 : Molloy (série télévisée)
- 1990 : The Fanelli Boys (série télévisée)
- 1992 : Bob (série télévisée)
- 1992 : The Jackie Thomas Show (série télévisée)
- 1993 : Joe's Life (série télévisée)
- 1994 : The Martin Short Show (série télévisée)
- 1994 : Me and the Boys (série télévisée)
- 1995 : Cybill (Cybill) (série télévisée)
- 1995 : Ned et Stacey (Ned and Stacey) (série télévisée)
- 1995 : The Home Court (série télévisée)
- 1995 : Too Something (série télévisée)
- 1996 : Party Girl (en) (série télévisée)
- 1997 : Gregory Hines Show (The Gregory Hines Show) (série télévisée)
- 1998 : Ask Harriet (Ask Harriet) (série télévisée)
- 1998 : L'Irrésistible Jack (The Closer) (série télévisée)
- 1998 : The Brian Benben Show (The Brian Benben Show) (série télévisée)
- 1999 : Payne (série télévisée)
- 1999 : Work with Me (série télévisée)
- 2000 : Bette (série télévisée)
- 2001 : The Ellen Show (série télévisée)
- 2002 : The Grubbs (série télévisée)
- 2003 : Crazy Love (téléfilm)
- 2003 : Abby (série télévisée)
- 2003 : Adam Sullivan (A.U.S.A.) (série télévisée)
- 2005 : Life on a Stick (série télévisée)
- 2006 : Mindy and Brenda (téléfilm)

### Producteur
- 1993 : Joe's Life (série télévisée)
- 1997 : Gregory Hines Show (The Gregory Hines Show) (série télévisée)
- 1998 : The Brian Benben Show (The Brian Benben Show) (série télévisée)
- 2000 : Bette (série télévisée)
- 2003 : Adam Sullivan (A.U.S.A.) (série télévisée)
- 2006 : Lucky Louie (série télévisée)